# Compozitori medievali

## Compozitori dinEvul Mediu timpuriu(nǎscuți înainte de 1150)

### Armeni
- Sahakduxt
- Xosroviduxt

### Bizantini
- Kassia

### Francezi

#### Biserici, abaṭii și mǎnǎstiri
- Notker the Stammerer
- Hucbald
- Odo de Cluny
- Adam de St. Victor
- Petrus Abelardus
- Bernard de Cluny

#### Trubaduri
- William IX, Duke of Aquitaine
- Jaufre Rudel
- Tibors de Sarenom
- Marcabru
- Bernart de Ventadorn
- Giraut de Bornelh
- Bertran de Born
- Berenguier de Palou
- Raimbaut of Orange
- Azalais de Porcairages

### Italieni
- Odo din Arezzo

### Englezi și Irlandezi
- Saint Tuotilo (Tutilo)
- Saint Godric

### Germani
- Hermann de Reichenau (Hermannus Contractus)
- Hildegard de Bingen
- Albertus Parisiensis

## Compozitori din Evul Mediu (1150-1300)

### Francezi

#### Biserici, abaṭii și mǎnǎstiri
- Léonin
- Philip the Chancellor
- Gautier de Coincy
- Pérotin
- Petrus de Cruce (Pierre de la Croix)
- Marchetto da Padova
- Philippe de Vitry

#### Trubaduri
- Comtessa de Dìa
- Peirol
- Raimon de Miraval
- Peire Raimon de Tolosa
- Raimbaut de Vaqueiras
- Gaucelm Faidit
- Peire Vidal
- Peire Cardenal
- Arnaut Daniel
- Castelloza
- Guiraut Riquier

#### Trubaduri francezi
- Conon de Béthune
- Blondel de Nesle
- Alamanda de Castelnau
- Maria de Ventadorn
- Perdigon
- Garsenda de Proensa
- Gertrude of Dagsburg
- Maroie de Dregnau de Lille
- Margot
- Maroie
- Adam de la Halle

### Italieni
- Sordello

### Spanioli și Portughezi
- Alfonso X, King of Castile
- Denis, King of Portugal
- Martín Codax

### Englezi
- W. de Wycombe

### Germani
- Wolfram von Eschenbach
- Walther von der Vogelweide
- Neidhart von Reuenthal
- Meister Rumelant

### Polonezi
- Wincenty z Kielczy

## Compozitori din Evul Mediu modern(1300-1400)

### Englezi
- Johannes Alanus (fl. 1370)
- John Hanboys (fl. 1370)

### Francezi
- Guillaume de Machaut
- Jehan de Lescurel
- Baude Cordier
- Borlet
- Trebor
- Solage
- François Andrieu
- Grimace
- Jacob Senleches
- Egidius de Francia (sometimes simply Magister Egidius)

### Flamanzi
- Thomas Fabri
- Egardus
- Jacob Senleches

### Italieni (sau activând în Italia)
- Jacopo da Bologna
- Gherardello da Firenze
- Giovanni da Firenze (aka Giovanni da Cascia)
- Andrea da Firenze
- Donato da Cascia
- Bartolino da Padova
- Niccolò da Perugia
- Maestro Piero
- Andrea Stefani
- Arrigo (Henricus)
- Francesco Landini
- Anthonello de Caserta
- Philipoctus de Caserta (sometimes called Philippus de Caserta)
- Conradus de Pistoia
- Johannes Ciconia
- Gratiosus de Padua (or Grazioso da Padova)
- Matteo da Perugia
- Lorenzo da Firenze (Lorenzo Masini) (d. 1372 or 1373)
- Ugolino da Orvieto
- Bartolomeo da Bologna

### Germani
- Oswald von Wolkenstein

### Polonezi
- Nicholas of Radom

## Compozitori de tranziṭie între epoca Medievalǎ și cea de Renaștere
- Zacara da Teramo
- Paolo da Firenze (c. 1355 – c. 1436; aka Paolo Tenorista)
- Giovanni Mazzuoli (Giovanni degli Organi) (1360–1426)
- Johannes Tapissier (Jean de Noyers) (c. 1370 – before 1410)
- Piero Mazzuoli (Son of Giovanni Mazzuoli, whose compositions are all found in the San Lorenzo palimpsest)
- Baude Cordier
- Mikołaj Radomski (b. c. 1400)
- Antonius de Civitate Austrie (Antonio da Cividale) (fl. c. 1392–1421)
- Johannes Cesaris (fl. c. 1406–1417)
- Estienne Grossin
- Roy Henry (very likely King Henry V) (fl. c. 1410)
- Pycard (fl. c. 1410)
- Richard Loqueville (d. 1418)
- Byttering (possibly Thomas Byttering) (fl. c. 1410–1420)
- Bartolomeo da Bologna (fl. 1405–1427)
- Jacobus Vide (fl. 1405–1433)
- John Dunstaple (c. 1380–1453)
- Hugo de Lantins (fl. c. 1430)
- Arnold de Lantins (fl. c. 1430)
- Leonel Power (d. 1445)
- Gilles Binchois (c. 1400–1460)
- Johannes Brassart (c. 1400–1455)
- Guillaume Dufay (c. 1400–1474)
- Johannes Ockeghem (c. 1410–1497)